# Євгеній III
Блаженний Євгеній ІІІ, O.Cist. (лат. Eugenius; ? — 8 липня 1153) — сто шістдесят шостий папа Римський (15 лютого 1145—8 липня 1153), народився у Пізі. На час обрання був настоятелем одного з монастирів цистерціанців, розташованого за межами Риму.

## Понтифікат
Майже весь свій понтифікат Євгеній III провів поза Римом, оскільки громадяни цього міста підняли повстання, заснували так звану Римську комуну та обрали Джордано П'єрлеоні її патрицієм. За допомогою Рожера II Сицилійського папа у 1146 році відсвяткував тимчасовий успіх, заволодівши Римом, проте того ж року залишив місто. Пізніше папа перебував у Вітербо, Сієні, а потім до Франції.
Отримавши звістку про падіння Едеси внаслідок облоги турками у грудні 1145 звернувся з буллою Quantum praedecessores до Людовика VII Французького, закликавши його виступити з хрестовим походом проти мусульман. У 1146 на великому бенкеті у Шпаєрі виступив із закликом до хрестового походу перед королем Німеччини Конрадом III та його лицарями.
Провів синоди у Парижі, Реймсі та Трірі у 1147–1149 роках. У 1149 році Євгеній III повернувся до Італії, де 7 листопада зустрів короля Людовика VII, що повертався з хрестового походу. У 1150 році папа ненадовго заволодів Римом. Імператор Фрідріх I Барбаросса обіцяв йому допомогу, проте папа її не дочекався та помер у 1153 році.